# Patriarchat von Lissabon
Das Patriarchat von Lissabon (lateinisch Patriarchatus Lisbonensis, portugiesisch Patriarcado de Lisboa) ist ein römisch-katholisches Metropolitanbistum und ein Titular-Patriarchat der römischen Kirche, der Patriarch besitzt keine besondere Jurisdiktion.

## Geschichte
Die Erzbischöfe von Lissabon tragen seit dem 7. November 1716 den Titel eines Patriarchen.
Das Bistum Lissabon wurde im 4. Jahrhundert gegründet, erlosch aber bereits im Jahr 716, als die Stadt von den muslimischen Mauren erobert wurde. Das Bistum wurde wiedererrichtet, nachdem Alfons der Eroberer die Stadt am 25. Oktober 1147 hatte zurückerobern können. 1255 wurde Lissabon Hauptstadt von Portugal.
Die Diözese wurde am 10. November 1394 zum Erzbistum erhoben. 1716 erhielt es durch Papst Clemens XI. den Titel Patriarchat. Kathedralkirche ist die Sé Patriarcal in der Altstadt von Lissabon.
Suffraganbistümer des Patriarchats sind die Bistümer Angra, Funchal, Guarda, Leiria-Fátima, Portalegre-Castelo Branco, Santarém und Setúbal.

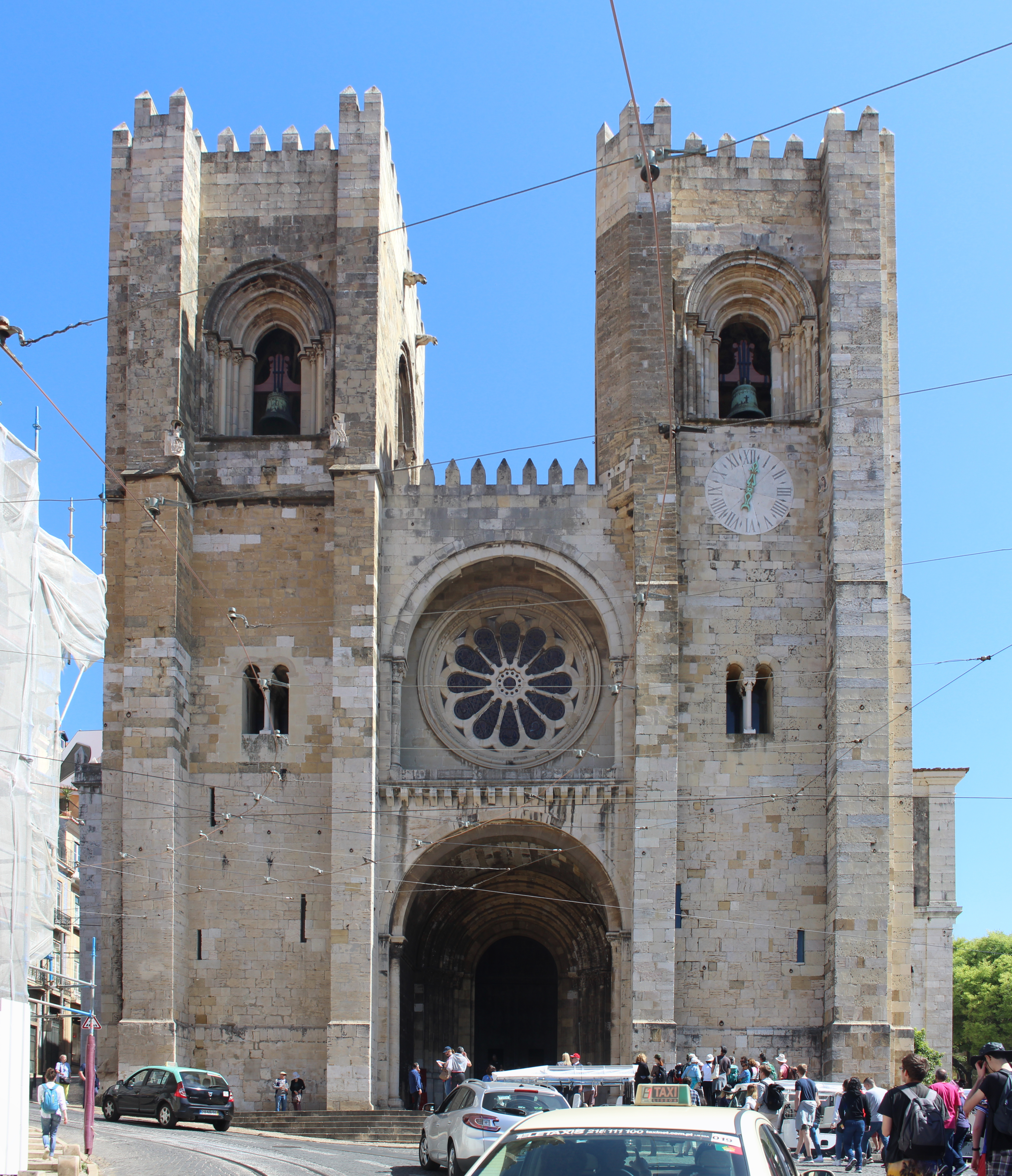
Sé Patriarcal, die Kathedralkirche des Patriarchats